# Henri Ponsot

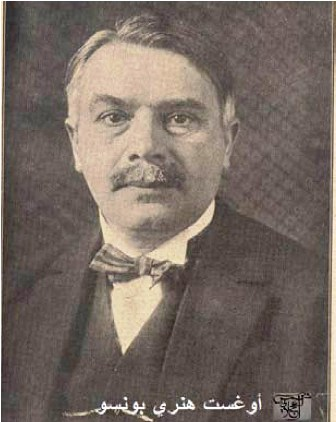
Auguste Henri Ponsot

Auguste Henri Ponsot (* 3. März 1877 in Bologna; † 1. März 1963) war ein französischer Diplomat.

## Laufbahn
Von 1903 bis 1906 war Ponsot in diplomatischem Dienst in Bangkok, von 1906 bis 1912 war er Gesandter bei der Regierung von Siam und von 1912 bis 1918 erneut in Bangkok als Regierungsbotschafter.

### 1926–1933
Von Oktober 1926 bis 1933 war Ponsot Hochkommissar im Völkerbundmandat für Syrien und Libanon. Schon unter seinem Vorgänger im Amt des Hochkommissars, Henry de Jouvenel, (1925–1926) hatte eine Kommission des syrisch-palästinensischen Kongresses bei Verhandlungen in Kairo die unabdingbare Forderung nach Rückzug der französischen Truppen mitgeteilt. Ponsot ignorierte diese Forderungen gänzlich. Er veröffentlichte seine erste Proklamation im Juli 1927, nach zehn Monaten französischen Schweigens mit den Worten: »Frankreich wird das Mandat nicht zurückgeben«. Unterdessen hatte Ponsot mit dem britischen Mandatstruppen in der Levante verhandelt, sie sollten die Flüchtlinge des Aufstandes der Drusen aus dem französischen Mandatsgebiet so weit wie möglich deportieren. Eine Reihe von Artikeln in Jâmi'aat al-'arabiyya hatte die Entwicklung der franko-britischen Verhandlungen über die Deportationen der Exilierten und ihrer Familien aus al-Azraq zum Thema.
Am 27. Juni 1927 druckte die Zeitung ein Telegramm von Sultan al-Atrasch an das Büro der Neusyrischen Partei von Detroit, Michigan, welches erklärte, dass die Militärs entschieden hätten alle Familien aus al-Azraq zu räumen und sie aus Ostjordanien (Transjordanien) auszuweisen. Die Aufständischen kehrten kurzfristig über die Grenze nach Syrien zurück, wo sie die französischen Mandatstruppen wieder beschäftigten. Die Situation in Hawrân war verworren, jedoch die Mitglieder des exilierten syrisch-palästinensischen Kongresses, allen voran Shukri al-Quwwatlî verhandelten mit Ibn Saûd, er möge den Rebellen Zuflucht im neu entstandenen Wüstensultanat von Najd geben. Sultan al-Atrasch und seine hauptsächlich drusischen Rebellen begaben sich mit ihren Familien in die Wüstenoase des Wâdî al Sirhân, ungefähr 150 km südöstlich von Amman, gegenüber der neuen Grenze, neben dem Dorf al-Haditha. Dort blieben sie bis 1937, sie lebten in Zelten und überlebten durch Handreichungen, welche der syrisch-palästinensische Kongress verteilte, sowie von Spenden aus Syrien und dem Libanon und Beiträgen von arabischen Migranten in Nord- und Südamerika.
Als die Zeit von Charles Debbas erster Amtsperiode 1932 zu Ende ging, bewarben sich Bishara al Khuri und Emile Iddi um das Präsidentenamt von Syrien. Dies spaltete die Abgeordnetenkammer. Um den Stillstand zu beenden, schlugen einigen Abgeordnete Shaykh Muhammad al Jisr, den Vorsitzenden des Ministerrates und Moslemführer von Tripoli, als Kompromisskandidat vor. Allerdings hob Ponsot die Verfassung am 9. Mai 1932 auf und verlängerte die Amtszeit von Dabbas um ein Jahr. So verhinderte er die Wahl eines Moslems zum Präsidenten von Syrien.

### 1933–1938
Ponsot wurde am 30. Januar 1934 von Comt Damien de Martel abgelöst. Vom 14. September 1933 bis 22. März 1936 war Ponsot französischer Generalresident für Marokko. Von 1936 bis 1938 war Ponsot Botschafter in Ankara.

### 1939–1963
Mohammed Amin al-Husseini war im Mai und Juni 1945 in einer Villa in einem Vorort von Paris mit zwei Sekretären und einem Koch aus der Moschee von Paris untergebracht. In einem Zwischenbericht schreibt Ponsot, welcher zu dieser Zeit am Quai d’Orsay arbeitete, er sei beeindruckt „von einem gewissen Flair der Würde und durch das aristokratische Gehabe“ des Muftis sowie durch sein entwickeltes französisches Sprachvermögen. In Bezug auf Kriegsverbrechen behauptete der Mufti, er habe keine Kenntnis von der Existenz von Vernichtungslagern und „Karl Hichmann“ (Verzerrte Wiedergabe des Namens Adolf Eichmann von Ponsot) hätte er noch nie gehört. Zustimmend gibt Ponsot den Standpunkt des Muftis wieder: Da das Vereinigte Königreich nicht in der Lage sei, sich dem Einfluss der jüdischen Welt zu entziehen, sollten sich Frankreich und die arabische Staaten über die Zukunft von Syrien und Palästina verständigen. Am 26. Juni 1945 bot der Mufti über Ponsot im Rahmen einer positiven Zusammenarbeit mit Frankreich an, die allgemeine arabische Unruhe in Syrien zu besänftigen. Im Rahmen einer oppositionellen Zusammenarbeit würde der Mufti im Fall von Krisen in Palästina, Ägypten, dem Irak und Transjordanien zu Gunsten der französischen Politik wirken. Außenminister Georges Bidault folgte in der Regel den Empfehlungen von Ponsot in Bezug auf die Behandlung des Mufti. Ponsot leitete den Rüstungskonzern Société d’Application et d’Exploitation des procédés Ponsot (Socapex Ponsot).